# Lavička Mariusze Zaruského
Pomník Ławeczka Mariusza Zaruskiego, česky pomník Lavička Mariusze Zaruského, se nachází u vchodu na molo v Pucku u pobřeží Pucké zátoky Baltského moře (okres Puck, Pomořské vojvodství) v severním Polsku.

## Další informace
Pomník je věnován osobě brigádního generála, starosty města Puck, pobočníka polského prezidenta a oběti sovětské NKVD, kterým byl Mariusz Zaruski (1867 až 1941). Bronzový pomník se sedícím Zaruskim v životní velikosti v námořnické uniformě a s dalekohledem v ruce slouží také jako lavička pro kolemjdoucí. Autorem bronzové plastiky je gdaňský sochař Stanisław Szwechowicz. Dílo bylo slavnostně odhaleno v roce 2014.

## Galerie

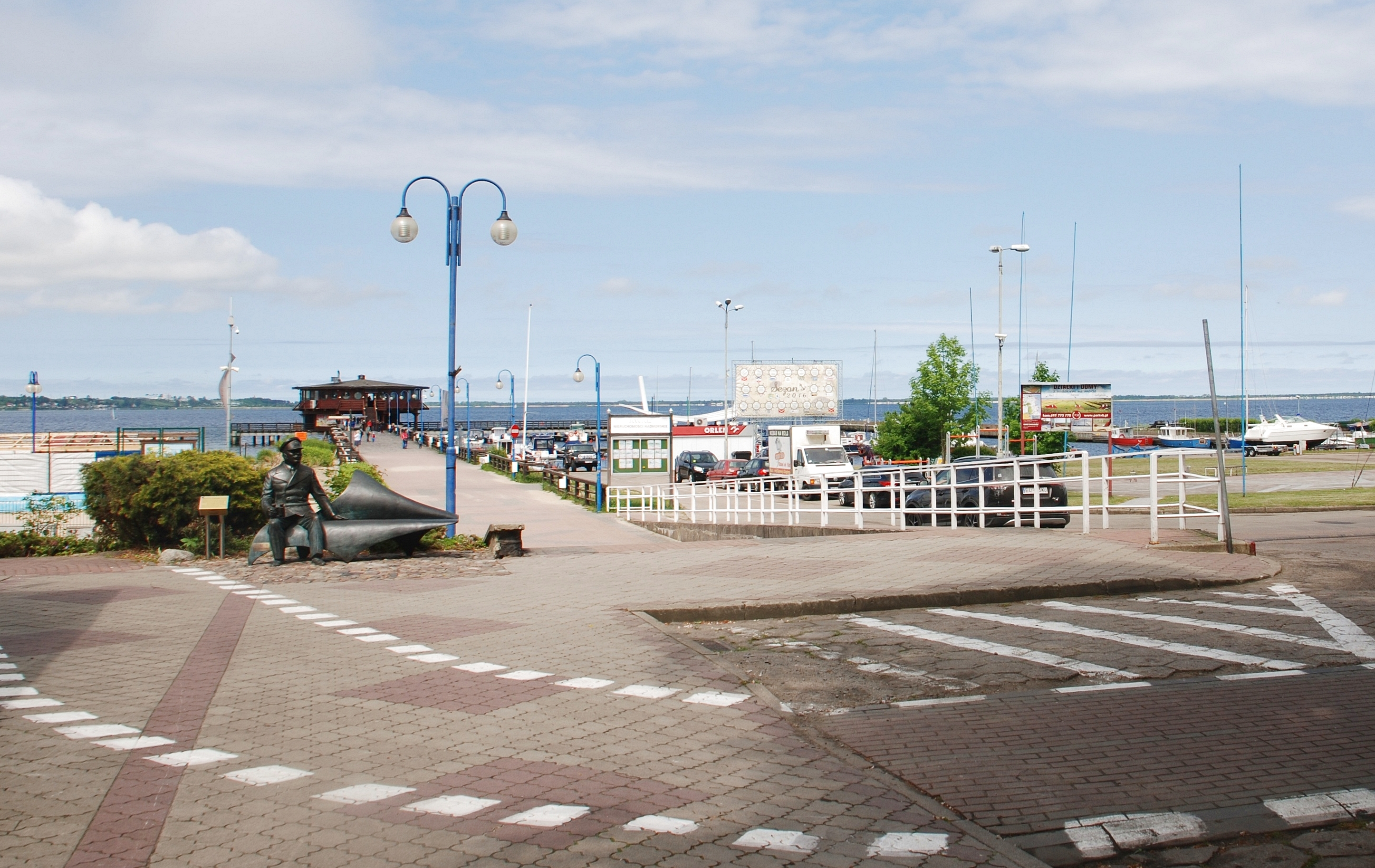
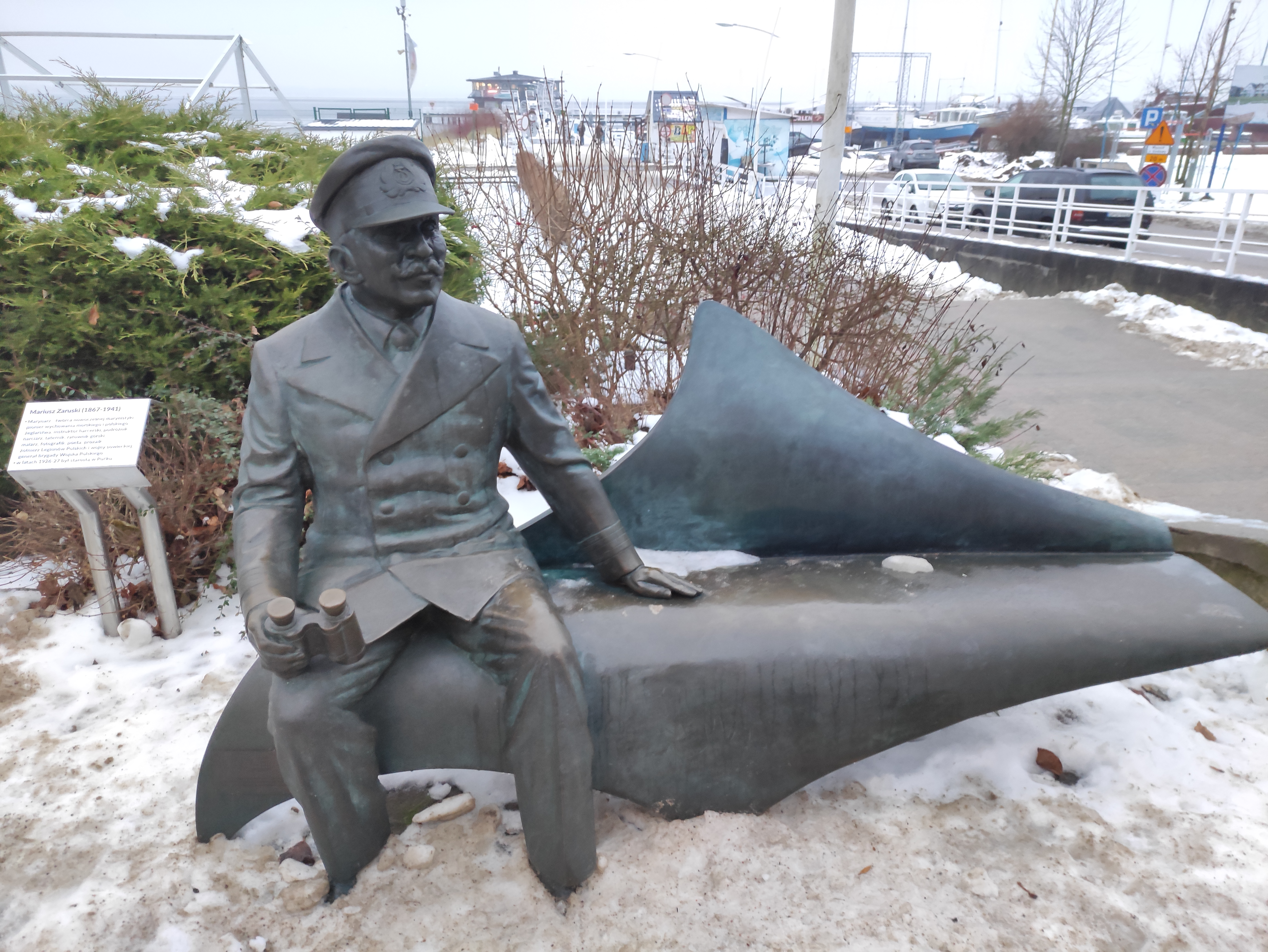
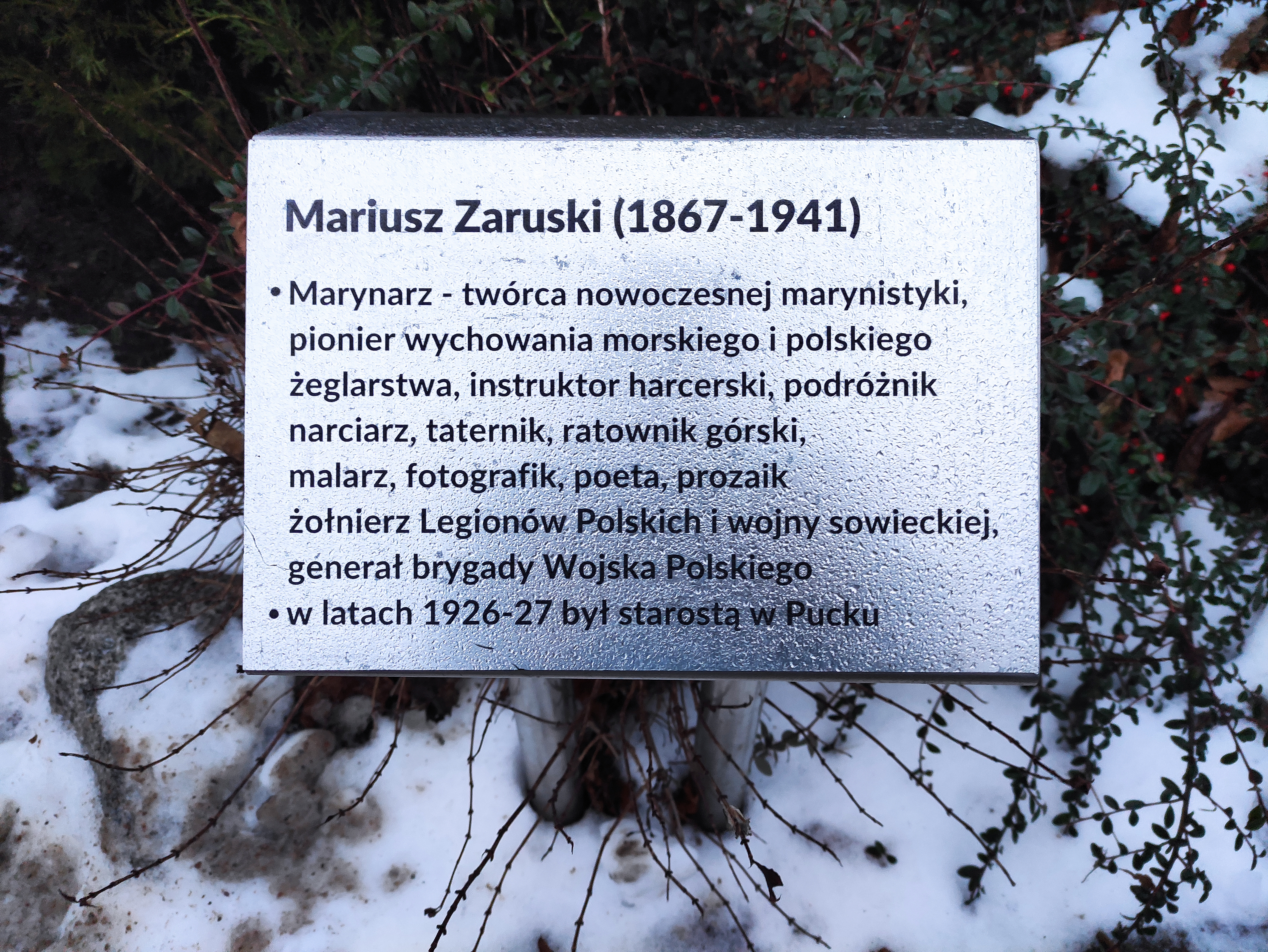